# ひらばのひと
『ひらばのひと』は、久世番子による講談を題材にした日本の漫画作品。講談監修は講談師の六代目神田伯山。『月刊モーニングtwo』（講談社）にて、2020年11月号より連載を開始。その後、同誌が2022年11月号をもって紙版での刊行を終了したのに伴い、『モーニング』（同社）に移籍し、2023年8号より2025年28号まで連載。

## 概要
『モーニング』の2020年14号に掲載された読み切り版『修羅場の人』（ひらばのひと）が好評だったことから、『月刊モーニングtwo』の同年11月号より連載が開始された。
同じ古典芸能である落語を題材にした漫画は多くあったが、講談を題材にする漫画作品は非常に珍しく、社名の通り講談の速記本にて発展した講談社にて連載・出版される縁となった。
六代目神田伯山が講談を監修する他、神田紅・一龍斎貞寿・田辺いちかなどの講談師が取材や監修に協力している。

## あらすじ
かつて隆盛を極めた講談界も、落語人気とは対照的に縮小し、講談師はすっかり絶滅危惧種に。そんな中、講談好きの若者・龍田泉太郎は前座2年目で、師匠・龍田錦泉のもとで修行中の身。女性講談師のほうが多くなった今、久々の男講釈師希望者とあって、古参のファンたちからも期待が高い。教育係である二ツ目の龍田泉花をはじめ、女講談師の不遇の時代を知る姉弟子たちに囲まれる中で、泉太郎は飄々と修行に明け暮れるが……。

## 登場人物

### 龍田一門
龍田 泉太郎（たつた せんたろう）
前座2年目の24歳（連載開始時）。本名は山口悠。龍田錦泉の末弟子で、錦泉門下では久々の男弟子。年配の常連たちから温かく見守られ、師匠からも信頼が厚い。普段は飄々としていて、張扇のボロさや髪の寝ぐせ、足袋の汚さや袖口のほつれも気にならないほど無頓着だが、講談の話をする時はイキイキしている。仲間を置いて自分だけ尻まくろうとはしない性格から、同期のコロ助らに信頼されている。
7年前に消失した東京最後の講釈場「音羽亭」を知らない世代であることに苛立ち、音羽亭のことを探り始める。学生時代のサッカー部でのある事件で、赤穂義士伝があまり好きではない。コーポあぜくらの201号室に住む。昔からピザまんが好き。学校寄席が苦手で、女子校での学校寄席で女子高生相手にはしゃがなかったことから、錦泉や泉花からは熟女好きだと誤解される。
龍田 泉花（たつた せんか）
二ツ目の34歳。本名は小川花菜子。泉太郎の教育係。久々の男弟子である泉太郎に眩しさや羨ましさを感じながらも、厳しく教育する。一般人の夫・清澄とのマンション暮らしで、独身時代より源蔵（赤垣源蔵が由来）というネコを飼っている。愛宕神社で結婚式を挙げて以来、毎年お詣りに来ている。前座時代は「佐野源左衛門駆け付け」で藤沢で詰まっていた。辛いものが苦手で、夫の本格的麻婆豆腐は食べられない。
龍田 錦泉（たつた きんせん）
泉太郎たちの師匠で錦泉一門を率いる。第1話時点で80歳の高齢。常に聴衆を惹きつける実力者だが、2席の終演後に域を切らしたり歩く時によろけたりするなど体力が衰え始めている。生来の吃音だが、講談口調は流暢に話せることを知り弟子入り。今は亡き妻の静江とのお見合い後のプロポーズは講談「寺坂の口上」よりも難しかったという。「じいじ」と呼んでくれる梨々香（りりか）という孫がいる。女子高校の学校寄席ではピンクのシャツを着るほどはしゃいだ。
龍田 にしき（たつた にしき）
真打。60歳独身。元女優。離婚歴あり。カルチャーセンターで「講談話し方教室」という講談教室を開催している。初めて公演に来た女子高生の初音にいきなり講談教室のチラシを渡し、妹弟子たちからも引かれる。
龍田 錦風（たつた きんぷう）
真打。44歳。二児の母。夫はマジシャン。義理の祖母が幽霊が見え始めたが、認知症だった。司会やレポもこなす。実の親から暴力を振るわれるなど苦労してきたが、明るく優しい。
龍田 錦月（たつた きんげつ）
真打。55歳独身。歴史学科卒。理想の男は石田治部少。高学歴で勉強熱心であり、積極的にご当地講談を作る。
龍田 錦秀（たつた きんしゅう）
錦泉の一番弟子。妻を介護中で一門会には長らく顔を出していない。多くの読み物を持ち古典も新作もこなす技術の持ち主だが、人付き合いや営業が苦手で集客力に乏しい。一時に一つのことしかできない性格。実力のある妹弟子のにしき・錦月・錦風らに畏怖している。泉太郎や泉花に稽古をつける。
龍田 一色（たつた いっしき）
龍田にしきの講談教室の生徒。本名は内藤。観光ガイドが本職で筋がいい。年齢が理由でプロの講談師になる夢を諦めていたが、自分の張扇を託した初音の言葉を聞いて、にしきへの弟子入りを決意。泉太郎にとって年上の後輩となる。

### 他の講談師
玉野井鹿山
講談師。真打昇進前は玉野井一鹿。独演会を満席にするほど贔屓客も多い。剃髪姿で自分に厳しく憮然としているが、落合音二郎が死去した際、名残にとその妻の豊子に「は組小町」を聞かせる。音羽亭全焼事件に大きく関わっている。弟子を取らない主義だが、落語家の鈴生亭万喜助に講談の稽古をつけた。
玉野井 鹿遊（たまのい ろくゆう）
女性講談師。龍田一門とは別の一門の二ツ目。修羅場で失敗した泉太郎を気にかける。
青雲斎 鳳玉
音羽亭時代の講談師。釈台の音でその後の雨天が予測できるほどの名人。

### 落語家・噺家
鈴生亭 コロ助（すずなりてい コロすけ）
前座の落語家。講談師前座の泉太郎とは落語の協会でほぼ同期。泉太郎が二人での勉強会の開催を許された時、自分から進んで泉太郎と一緒にやることに。デザインやイラストが得意で、見栄えのいい前座勉強会のチラシをハンバーガー店内で一瞬で作れるほど。
鈴生亭 万喜助（すずなりてい まきすけ）
落語家。人気の若手真打で、多くのファンが詰め寄せる。女性誌の企画で対談した人気アナウンサーの宇森紗希（25）との深夜デートが文秋にすっぱ抜かれるなど、天性の女たらし。実は講談好きで講談師への入門と迷ったこともあり、泉太郎が気になって落語に誘っており、それを目撃した泉花に敬遠されていた。高座を怖いと思ったことがない。かつて入門を希望した講談師の玉野井鹿山に「小猿七之助」などの講談の稽古をつけてもらっていた。酒を飲まないので自分で車を運転する。
鈴生亭 瓢助（すずなりてい ひょうすけ）
落語家。コロ助や万喜助らの師匠。赤丸の讒言に騙されてコロ助を叱咤し、泉太郎との勉強会を禁止する。
椿家 赤丸（つばきや あかまる）
立て前座の落語家。元お笑い芸人で実力はあるが、嫌味な性格で後輩たちに当たりがきつく、告げ口や讒言などで泉太郎とコロ助の勉強会もことごとく妨害する。堪忍袋の緒が切れた泉太郎に2回目の前座勉強会の共演者として誘われ、潰し合いの対決を挑まれる。同業者からは「本当はいいヤツ」と評される。
玄楽（げんらく）師匠
落語家。電車でぎっくり腰になる。講談についても造詣が深い。
四代目桃亭鬼ノ介
落語家。強面で八重歯がチャームポイント。泉太郎とコロ助の前座勉強会のチラシを見て、泉太郎を呼ぶ。
南 四次元（みなみ よじげん）
二ツ目の落語家。ササノ珈琲店で落語会を開いている。
平馬師匠
新年の高座の楽屋で、泉太郎やコロ助にお年玉を渡す。
旬六
落語家。落語寄せに出演する講談師を気遣うが、赤丸が泉太郎に悪意で反意を伝えてしまう。

### 一般人その他
落合 豊子（おちあい とよこ）
戦後東京で唯一残った、今は無き講釈場「音羽亭」の席亭。鈴生亭万喜助の大ファン。過去の出来事から、男の講談師を嫌悪している。幽霊と間違われるほどの不気味さ。かつて音羽亭の女将であり、音羽亭の炎上事件の真相を知る。自分が憎む講談に自然と惹かれていく孫娘の初音を心配し、音羽亭を閉鎖した真相を語る。
大塚 初音（おおつか はつね）
大岡女子学園高等部に通う女子高生。親の仕事の都合で小学校までシンガポールの日本人学校にいた帰国子女。何にも興味を持てずピアノもバレエも続かない子だったが、学校寄席での錦泉の講談「は組小町」、泉太郎の袖での解説やファミレスでの稽古の話を聞いて、講談に興味を持ち始める。高座を前座の泉太郎の時間から観に来て、年配者だらけの観客席や楽屋が華やぐ。豊子の孫で、家の物置で幻の音羽亭の講釈台を発見する。講談を嫌う豊子の想いに反して、泉太郎の勉強会を手伝ったり講談教室に顔を出したりと講談にのめり込んでいく。
落合 音二郎（おちあい おとじろう）
故人。音羽亭の席亭。子どもの頃は病弱だったが、講釈師に体験させてもらった講釈に夢中になり、講談師の芸の修行の場を作ることを使命に、神田湯島で音羽亭の経営を続けた。
小川 清澄（おがわ きよすみ）
泉花の夫。会社員。常にメガネをかけている。泉花からは「清くん」と呼ばれる。講談に詳しくなく、かつて釈台のことを「笑点の机」と呼んでいた。芸人の妻を支える気持ちは強いが、家族が仕事場にいると集中できないからと、泉花からは講談を聞きに来ないように言われている。末っ子歴36年のため、愛宕神社で初めて会った泉太郎に「お兄さん」と呼ばれることが嬉しく、四川風の激辛麻婆豆腐を振る舞い、講談の「徂徠豆腐」を初めて知る。
脇屋
泉太郎の中学の頃の同級生で、同じサッカー部員。泉太郎の講談をいつか聞きたいという言葉を残し、失踪する。
あゆみ
泉花の講談師になる前からの親友。泉花との食事に泉太郎も誘う。結婚式で泉花に「なれそめ講談」をしてもらい、夫と音羽亭にも行っていたが、最近離婚してスッキリしている。
錦秀の妻
凄腕の保険外交員だったが、仕事中に倒れて麻痺の残る体となった。夫の錦秀の介護を受けているが、夫には講談に復帰してほしいと願っている。女性が活躍する講談である「鬼夫婦」が好き。
田原 秀男
最古参の常連。若い頃から音羽亭にも訪れていた。体が弱っているが講談会へと通う。泉太郎たち若手講談師を優しく見守る。終演後にトイレに行ってから帰る習慣で、若い講談師たちの「鉢の木」の出来を見守る。珍しい女子高生（初音）の来場に狼狽える常連たちに心へ直接話しかけて宥める力を持つ。
桑名 かすみ
泉太郎の隣の部屋の202号室に住む、メガネ姿の28歳の女性。仕事で疲れすぎ休職中だが、隣室の泉太郎の張扇の音が気になって眠れず、SMプレイの鞭の音と勘違いをして事件性を感じて泉太郎の部屋に突入する。泉太郎の高座に行って泉太郎の「鮫講釈」を聴くと、不眠症にもかかわらず爆睡した。
ササノ珈琲のマスター
勉強会や寄席が開ける喫茶店の店主。台東区稲荷町の仕出し屋の生まれで、小さな頃から上野や浅草の寄席に通っており、在りし日の音羽亭と女将時代の豊子を知る人物。泉太郎の勉強会をバックアップする。

## 登場する講談
- 「扇の的」
- 赤穂義士銘々伝「赤垣源蔵徳利の別れ」
- 「青龍刀権次」
- 「鋳掛松」
- 寛永宮本武蔵伝「狼退治」
- 「応挙の幽霊」
- 「小幡小平時」
- 「怪談乳房榎」
- 寛永三馬術「出世の春駒」（「出世の石段」「梅花の誉れ」）
- 「浅妻船」
- 赤穂義士銘々伝「大高源吾」
- 赤穂義士銘々伝「神崎の詫び証文」
- 寛永御前試合「仙台の鬼夫婦」
- 「村越茂助左左文字」
- 鉢の木「佐野源左衛門駆けつけ」
- 「鮫講釈」
- 「は組小町」
- 天保水滸伝「ボロ忠売り出し」
- 寛永宮本武蔵伝「竹ノ内加賀之介」
- 三方ヶ原軍記「五色備え」
- 当小舟橋間白浪「永代橋 小猿七之助」
- 柳沢昇進録「お歌合わせ」
- 「伽羅先代萩」「籠釣瓶花街酔醒」「扇音々大岡政談」
- 寛永三馬術「曲垣と度々平」
- 柳沢昇進録「徂徠豆腐」
- 難波戦記「木村長門守の堪忍袋」
- 左甚五郎「陽明門の間違い」
- 左甚五郎「竹の水仙」
- 赤穂義士本伝「二度目の清書」（寺坂吉右衛門の口上）
- 「元犬」（落語）
- 「ちりとてちん」（落語）

## 書誌情報
- 久世番子『ひらばのひと』 講談社〈モーニングKC〉、既刊6巻（2025年7月23日現在）
  1. 2021年4月23日発売[8][9]、ISBN 978-4-06-522555-4
  2. 2021年11月22日発売[10]、ISBN 978-4-06-525684-8
  3. 2022年9月22日発売[11]、ISBN 978-4-06-529040-8
  4. 2023年8月23日発売[12]、ISBN 978-4-06-532619-0
  5. 2024年7月23日発売[13]、ISBN 978-4-06-536051-4
  6. 2025年7月23日発売[14]、ISBN 978-4-06-539824-1